# チノリモ綱
チノリモ綱（） (学名：Porphyridiophyceae) は、単細胞性紅藻の1群である。古くは、単細胞性の紅藻は全てチノリモ目にまとめられていたが、現在では分子系統学的研究などに基づいて、その一部のみがチノリモ綱に分類されている。その名 (血糊藻) が示すような赤色を呈する種に加え、緑色や青緑色をした種もいる。

## 特徴
チノリモ綱に属する種は基本的に単細胞球形、直径 5–15 µm 程度。細胞は粘質多糖を主とする外被で覆われ、共通の外被で包まれた集塊を形成することもある。細胞はふつう単核性。紅藻としては例外的に、ミトコンドリアのクリステは管状。ゴルジ体シス面は小胞体・ミトコンドリア複合体に面している。
葉緑体はふつう1細胞に1個、基本的に星形で細胞中央に位置する (中軸性)。Flintiella 以外は、埋没型または突出型のピレノイドを1個から数個もつ。周縁チラコイドを欠く。フィコビリン組成に多様性があり、それに応じて紅色を呈するものから緑色、青緑色のものまでいる。カロテノイドとしてゼアキサンチンとβ-カロテンをもつ。貯蔵多糖はセミアミロペクチンとアミロース。低分子炭水化物としてフロリドシドをもち、これに加えてジゲネアシドやトレハロースをもつものもいる。
Flintiella 以外は、ふつう滑走運動能をもつ。二分裂による無性生殖を行い、有性生殖は未知。

## 生態
海から河口 (マングローブなど)、さらに陸上の湿土上や壁の表面に生育する。底生性有孔虫に細胞内共生している種も知られている。

## 系統と分類
古くは、単細胞から群体性の紅藻は全てチノリモ目に分類され、原始紅藻綱 (Bangiophyceae) または紅藻綱原始紅藻亜綱 (Bangiophycidae) の１目とされていた。その後、分子系統学的研究などに基づき、多くの種が別綱 (イデユコゴメ綱、ロデラ綱、ベニミドロ綱) に移され、チノリモ属などチノリモ目に残ったものが独立の綱 (チノリモ綱) として扱われるようになった。
また紅藻の中では、チノリモ綱はロデラ綱、ベニミドロ綱、オオイシソウ綱に比較的近縁であることが示唆されており、合わせて"原始紅藻亜門" (Proteorhodophytina) に分類することが提唱されている。
2019年現在、確実なものとしては約10種が知られ、４属に分類されている。これら４属は全てチノリモ目、チノリモ科に分類されている。2019年現在の一般的な属までの分類体系を以下に示す。
| チノリモ綱の種までの分類体系 (2019年現在) - チノリモ綱 Porphyridiophyceae M.Shameel, 2001 - チノリモ目 Porphyridiales Kylin, 1937 - チノリモ科 Porphyridiaceae Kylin, 1937 - Erythrolobus J.L.Scott, J.B.Baca, F.D.Ott & J.A.West, 2006 - Erythrolobus australicus E.C.Yang, J.L.Scott & J.A.West, 2011 - Erythrolobus coxiae J.L.Scott, J.B.Baca, F.D.Ott & J.A.West, 2006 (タイプ種) - Erythrolobus madagascarensis E.C. Yang, J.L. Scott & J.A. West, 2010 - Flintiella F.D.Ott, 1970 - Flintiella sanguinaria F.D.Ott, 1970 - チノリモ属 Porphyridium Nägeli, 1849 - Porphyridium aerugineum Geitler, 1923 - Porphyridium purpureum (Bory) K.M.Drew & R.Ross, 1965 シノニム: Porphyridium cruentum (S.F.Gray) Nägeli, 1849 (タイプ種) - Porphyridium sordidum Geitler, 1932 - Porphyridium wittrockii P.G. Richter, 1882 - Timspurckia E.C. Yang, J.L. Scott & J.A. West, 2010 - Timspurckia oligopyrenoides E.C.Yang, J.L. Scott & J.A. West, 2010 |